# Nexus 4
Il Nexus 4 (codename: Mako) è il quarto smartphone di Google ed è realizzato da LG, preceduto da Nexus One (HTC), Nexus S e Galaxy Nexus (Samsung). 
Il telefono è composto da un processore quad core Snapdragon S4 Pro da 1.5 GHz, 2 GB di RAM, 8 o 16 GB di memoria interna non espandibile, una fotocamera frontale da 1.3 megapixel e una posteriore da 8 megapixel e uno slot per Micro-SIM. Il telefono è stato presentato con Android 4.2 chiamato (come Android 4.1) "Jelly Bean". Nonostante sia uscito dal periodo di aggiornamenti assicurato da Google (18 mesi, scaduti nel maggio 2014), il dispositivo ha ricevuto l'aggiornamento alla versione 5.1.1 denominata "Lollipop".

## Storia
Il 19 ottobre 2012 Google ha annunciato la presentazione e l'uscita del Nexus 4 per il 13 novembre 2012.
Il telefono è stato messo in vendita sul Google Play Store negli Stati Uniti, in Inghilterra, in Canada, in Germania, in Francia, in Spagna e in Australia. Le scorte sono state terminate molto velocemente, in alcuni casi in pochi minuti.
Il Nexus 4 al lancio è stato distribuito in quantità molto ridotte, spesso con tempi di attesa superiori alle due settimane. LG non ha ancora dichiarato i dati di vendita di questo smartphone, per questo motivo, la community di XDA Developers in via del tutto non ufficiale, ha stimato un volume di vendita totale di circa 370 000 unità nel dicembre 2012; LG ha smentito questo dato dichiarando che era "molto più basso del reale".
Dal 29 gennaio 2013 il telefono è tornato disponibile sulla maggior parte dei Play Store, e da allora non ci sono stati problemi di disponibilità.
Il 30 gennaio 2013 su internet sono state pubblicate molte immagini non ufficiali del Nexus 4 bianco distribuito poi nel mese di giugno anche nella versione Europea. Il 7 febbraio 2013 gli utenti di XDA Developers hanno stimato una vendita di 1 milione di terminali.

## Recensioni

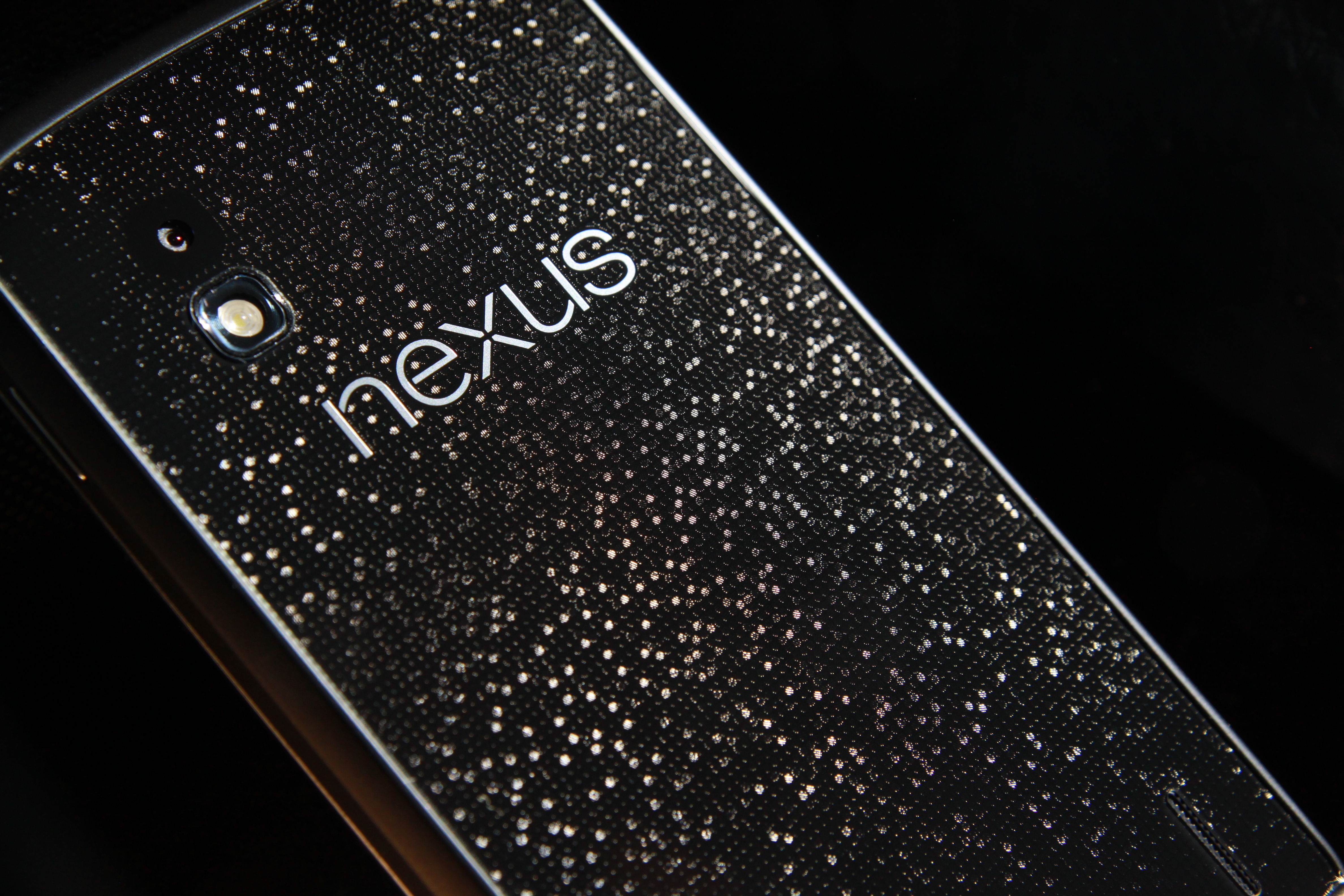
Il Nexus 4 ha un motivo particolare sul retro che ricordano dei glitter

Il Nexus 4 è stato giudicato molto bene, ed è stato particolarmente apprezzato per il basso prezzo e per le buone specifiche tecniche.
The Independent ha menzionato che la fattura del terminale è "seconda quasi a nessun altro", e come il suo design sia "solido" e "bello". Ha fatto anche i complimenti a LG per la scelta della fotocamera da 8 Megapixel e della dimensione del display.
The Guardian ha dato al Nexus 4 una valutazione molto positiva, assegnandogli 5 stelle su 5, ma ha anche fatto notare che la mancanza di una memoria espandibile sarebbe da tenere in considerazione, nel caso si volesse acquistare questo smartphone.
Il sito di tecnologia CNET ha detto che il terminale ha "grandi potenzialità e un prezzo bassissimo", e che è "quasi certamente il miglior dispositivo Android uscito".

## Supporto LTE
La mancanza del supporto alle reti LTE è stato largamente criticato, poiché quasi tutti i telefoni di fascia alta ne sono muniti.
Il dispositivo ha, comunque, il supporto alle reti HSPA+, che hanno velocità teoriche di 42 Mb/s (5,25 MB/s), ma che non possono competere con le moderne reti LTE che possono teoricamente raggiungere i 100 Mbit/s (12,5 MB/s).
Google ha fatto notare che la tecnologia LTE non è presente per ridurre il consumo energetico.
Il 23 novembre 2012 è stato confermato che modificando le impostazioni del dispositivo è possibile connettersi alle reti LTE su banda 4. Questa possibilità è stata rimossa con Android 4.2.2 a causa della mancata certificazione da parte della FCC che sarebbe potuta costare multe salate a Google. Ma comunque attivabile tramite ROM modificate.